# Michelle Creber
Michelle Nicole Creber (Vancouver, 7 de septiembre de 1999) es una actriz, cantante, bailarina, música y compositora canadiense que es más conocida como la voz de Apple Bloom (y la voz cantante de Sweetie Belle hasta 2013) en la serie de televisión My Little Pony: La magia de la amistad.

## Biografía
Nació en Vancouver, hija del pianista/productor de jazz Michael Creber y de la vocalista/productora Monique Creber. Michelle apareció por primera vez en el escenario con sus padres a la edad de un año y desde entonces ha actuado en varias películas, programas de televisión, musicales y series de animación.
Otros créditos notables de voz en off incluyen a "Lucy" en Peanuts (Warner Bros.), "Alice" en Martha Speaks (PBS Kids) y "Wendy" en Las nuevas aventuras de Peter Pan (Discovery Family). Sus créditos en pantalla notables incluyen "Kelly" en la valiente serie occidental Strange Empire (CBC / Netflix), Supernatural (CW), Smart Cookies (Hallmark), Killer Among Us (Lifetime), Christmas Lodge (Showcase), The Haunting Hour (The Hub ), Eureka (NBC) y The Search For Santa Paws (Disney). Michelle también ha actuado extensamente en el mundo del teatro con muchos papeles principales, incluso dos veces en el papel principal de Annie y "Dorothy" en El Mago de Oz. Cantante profesional desde los 4 años, Michelle ha grabado la voz principal en más de una docena de álbumes, además de las bandas sonoras de muchos programas de televisión y películas.
El 28 de agosto de 2012, Creber lanzó su primer CD en solitario titulado Timeless: Songs of a Century. El 1 de diciembre de 2012, siguió el lanzamiento con A Creber Christmas, con toda su familia y músicos populares de la comunidad brony. El álbum At Home (una colección acústica de portadas y originales con Michelle, sus padres, Gabriel Brown y Andrea Libman) se lanzó en noviembre de 2014. En el verano de 2015 vio el lanzamiento de Tribute: Celebrating the Music of Michael Jackson, con Michelle y Gabriel Brown (también conocido como Black Gryph0n). El 1 de mayo de 2016, lanzó Getting Stronger, un álbum de originales con Gabriel Brown. Entre las funciones de canto principal recientes se incluyen el tema principal de NBC Nina's World, tres álbumes con Gabriel Brown (Black Gryph0n); los álbumes de Hasbro Songs of Ponyville, It's A Pony Kind of Christmas y Songs of Harmony; y un dueto con Billy Joel para la película de Hallmark Just the Way You Are.
Con frecuencia contribuye a la comunidad brony asistiendo a varias convenciones brony en los Estados Unidos (y también al BUCKcon en Mánchester, Reino Unido, en 2013, GalaCon en Ludwigsburg, Alemania, en 2015 y 2017, PonyCongress en Elbląg, Polonia, en 2016) y Project SeaPonyCon en Bangkok, Tailandia, en 2017 y con su propio programa de radio por Internet, Saturday Night Songs, en la difunta red de medios brony "Everfree Network".

## Filmografía

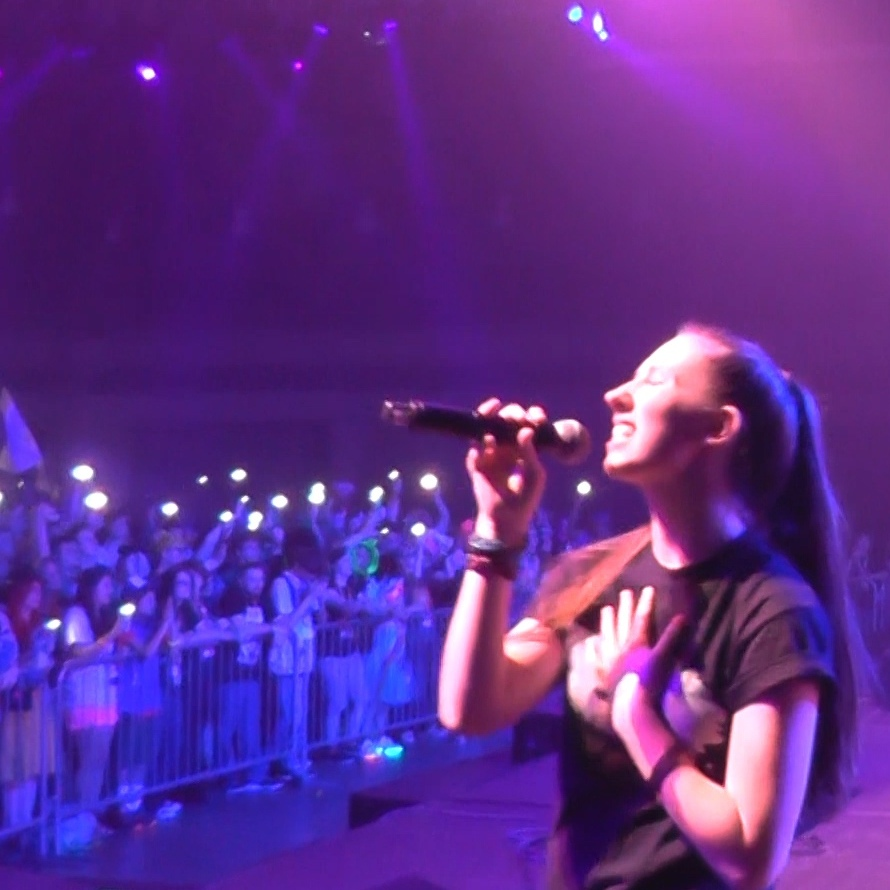
Michelle Creber actuando en BronyCon (Baltimore, MD, 2016)

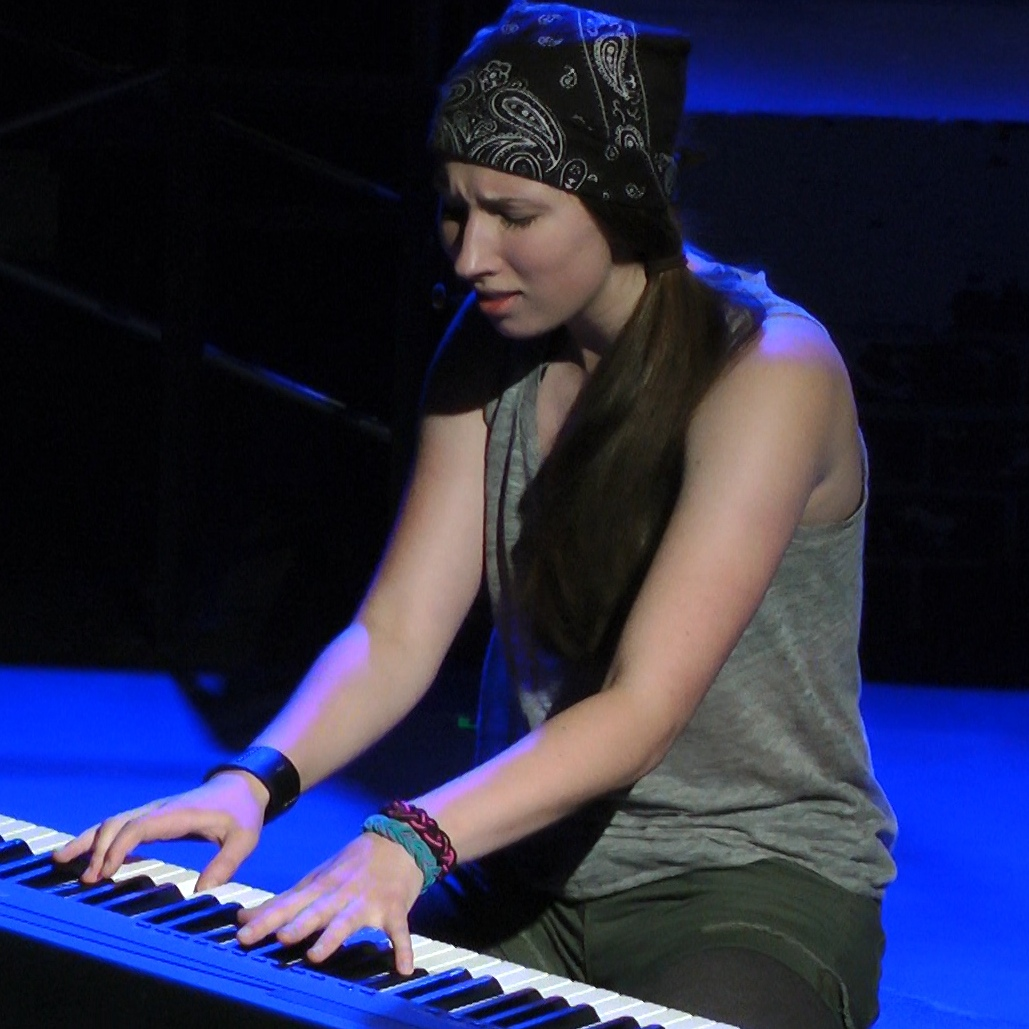
Michelle Creber actuando en el musical FAME (Vancouver, BC, 2016)

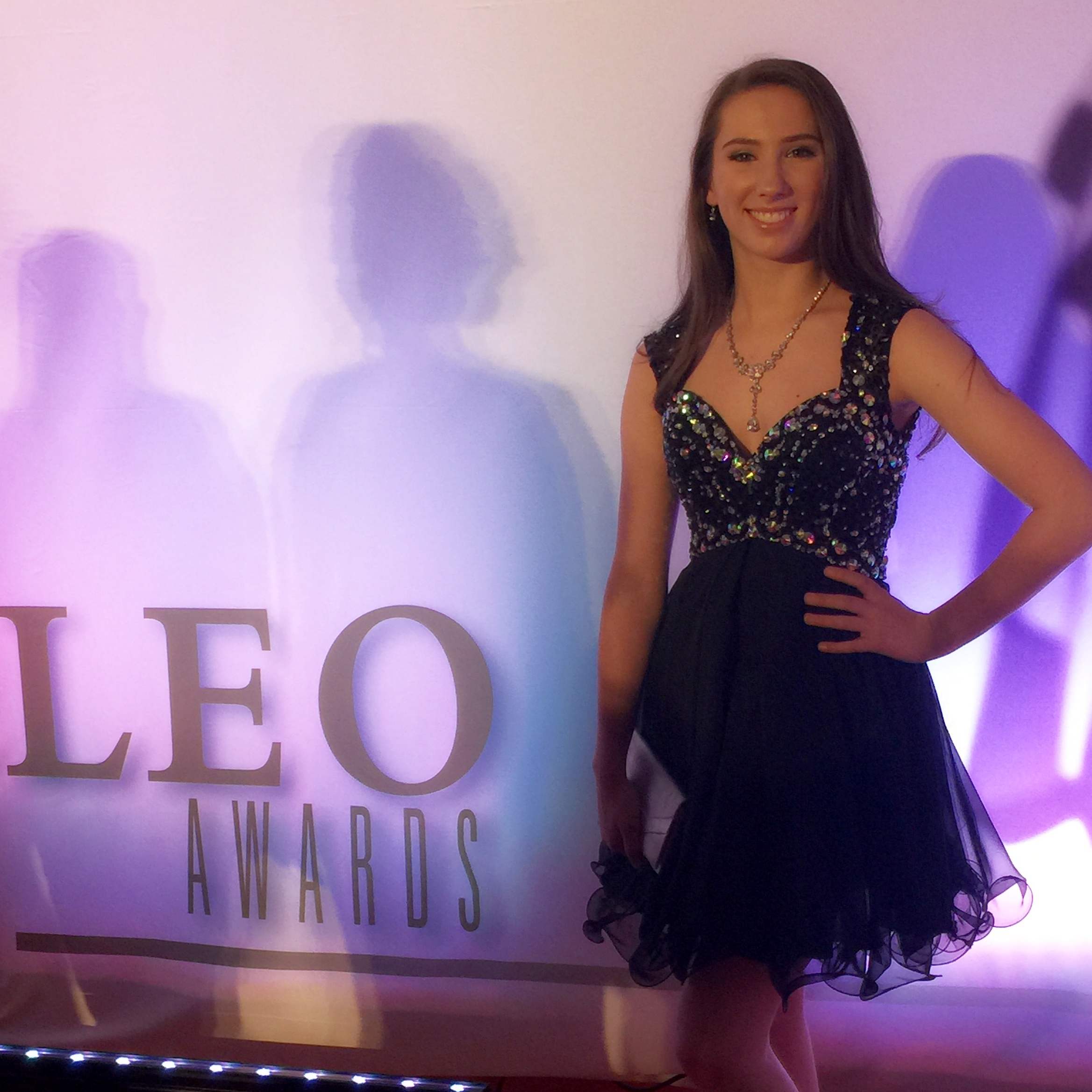
Michelle Creber en los Premios Leo (Vancouver, BC, 2015)

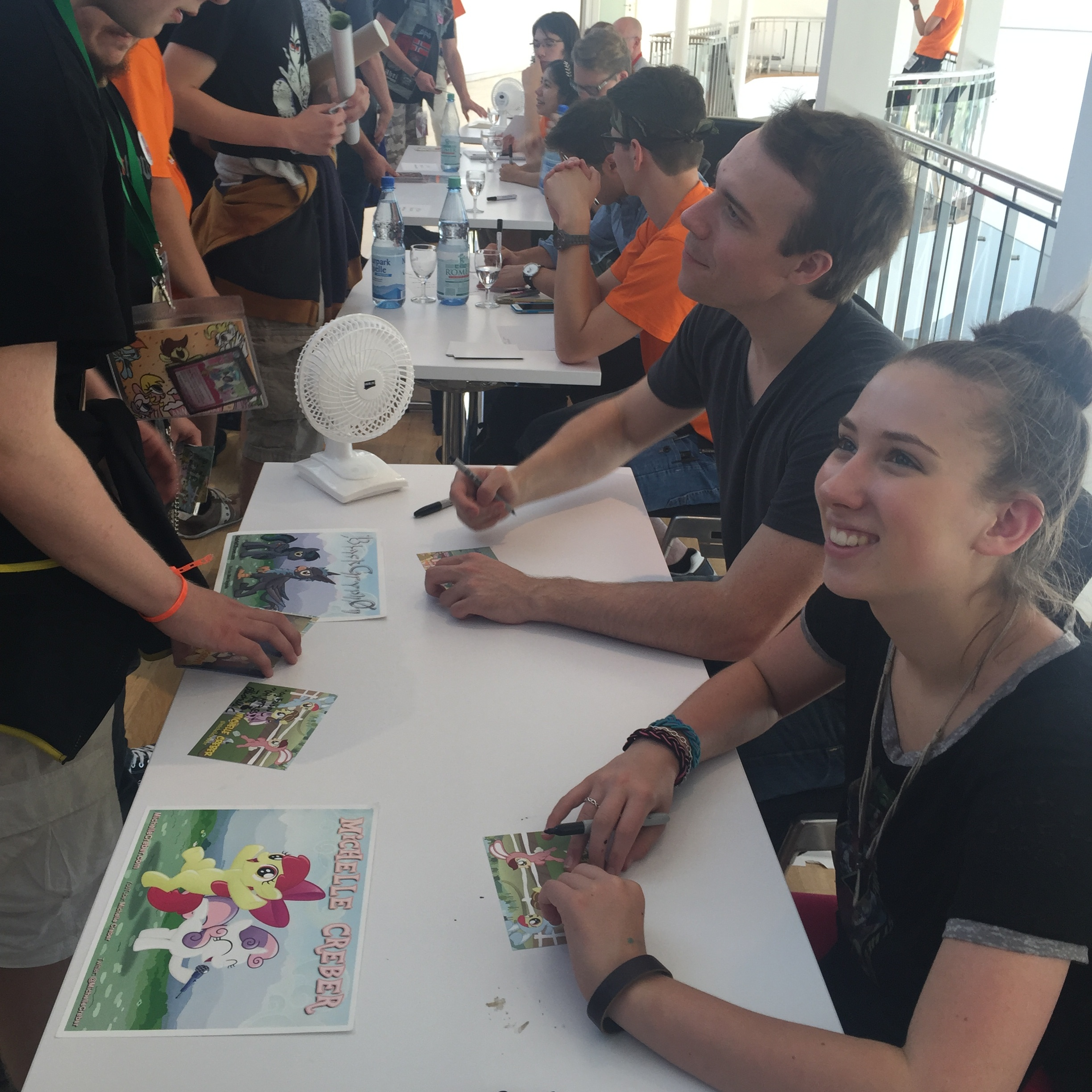
Michelle Creber y Black Gryph0n firmando autógrafos en Galacon (Alemania, 2015)

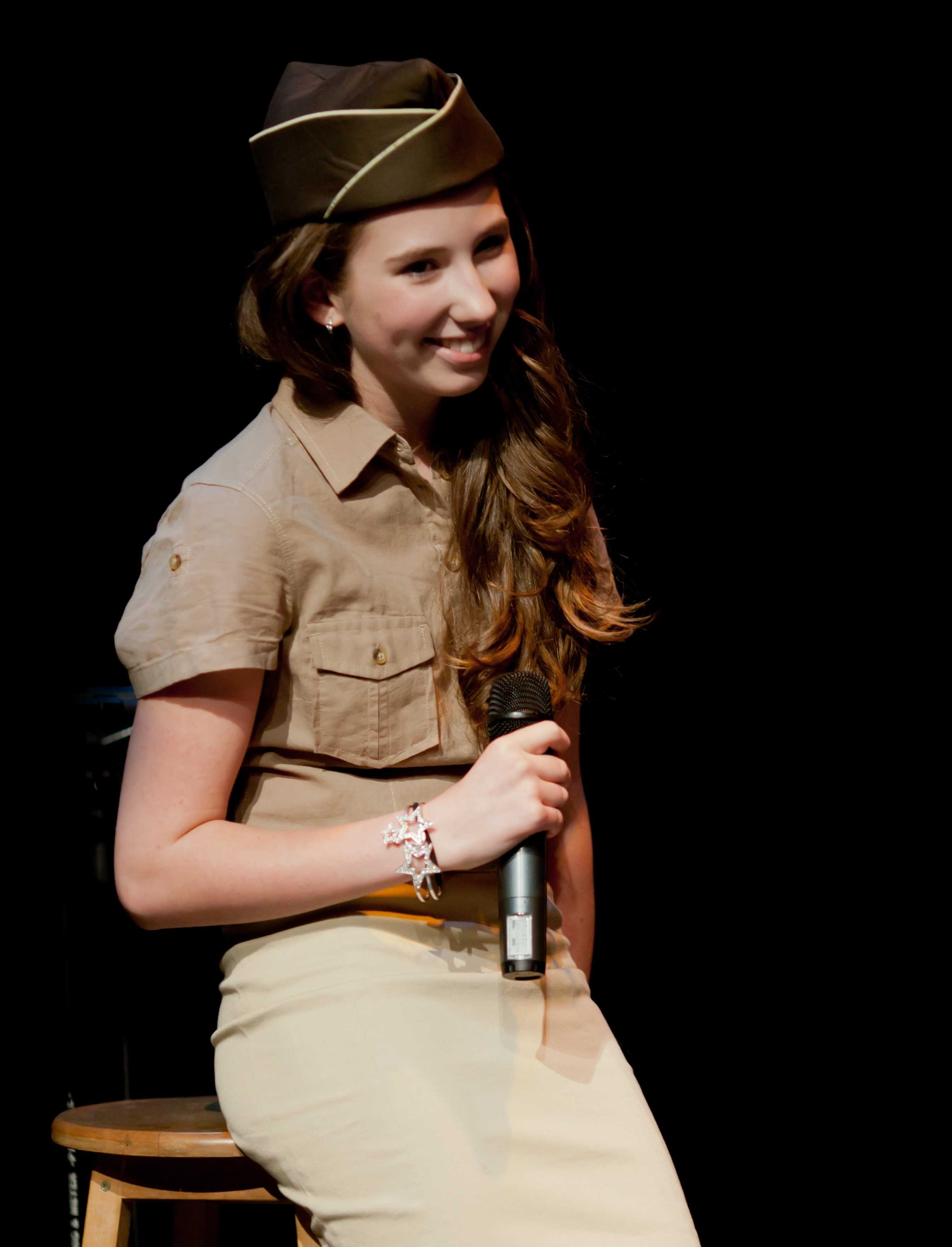
Michelle Creber interpretando Boogie Woogie Bugle Boy (Seattle, WA, 2013)

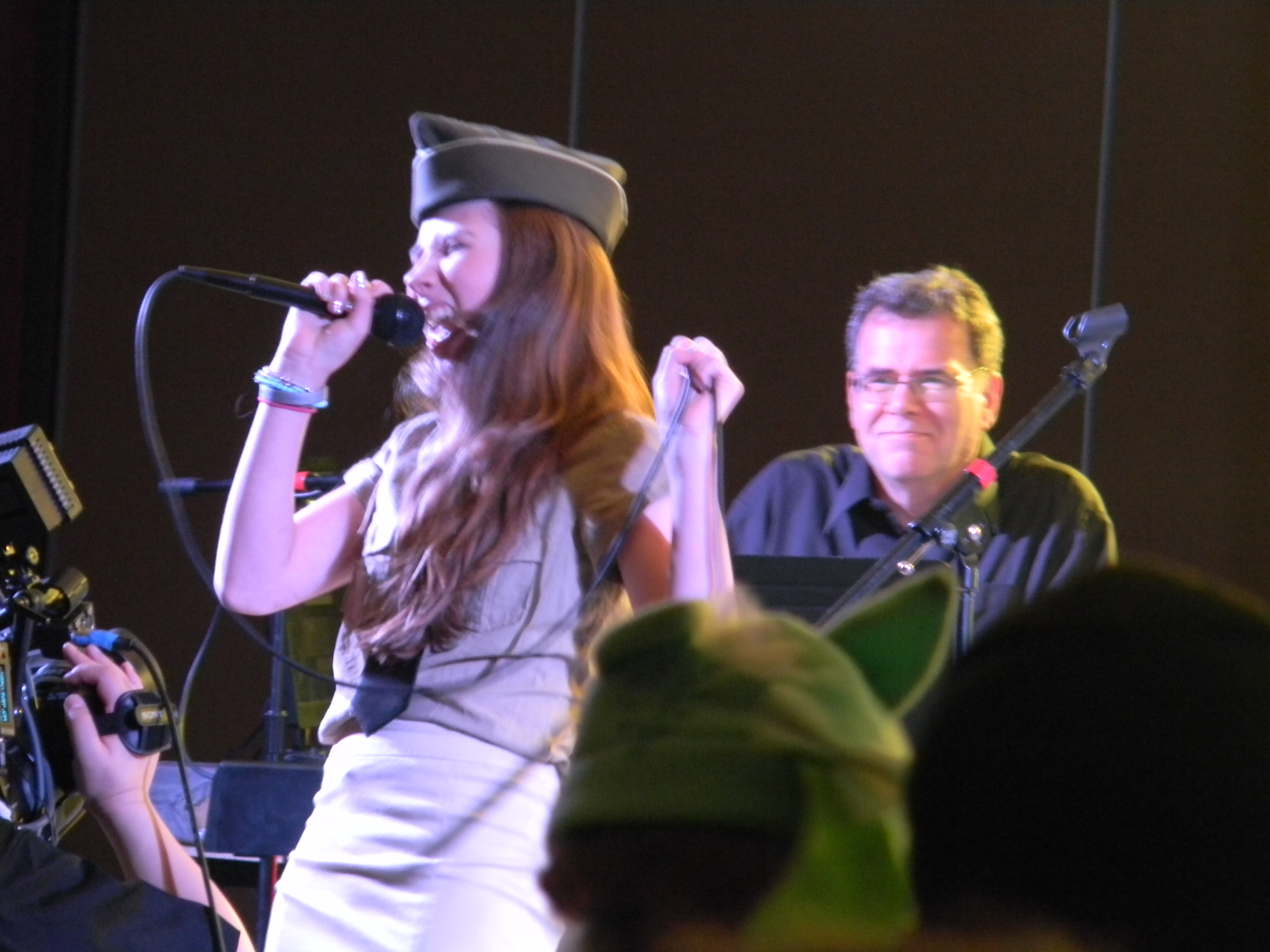
Michelle Creber y su padre Michael Creber (derecha) actuando en la Convención Everfree NW (Seattle, WA, 2013)

### Animación
| Año           | Título                                          | Papel                                                | Notas                 |
| ------------- | ----------------------------------------------- | ---------------------------------------------------- | --------------------- |
| 2008          | Peanuts Motion Comics                           | Lucy                                                 |                       |
| 2009          | The Adventures of Little Jake and Many Skies    | Little Jake                                          |                       |
| 2010–2019     | My Little Pony: La magia de la amistad          | Apple Bloom, Sweetie Belle (voz cantante hasta 2013) |                       |
| 2010          | Dinotren                                        | Teri, Michelle                                       |                       |
| 2011          | Barbie: Una Navidad Perfecta                    | Chelsea                                              | Captura de Movimiento |
| 2012–2013     | Martha habla                                    | Alice Boxwood (Temporada 4)                          |                       |
| 2012–presente | Las Nuevas Aventuras de Peter Pan               | Wendy Darling                                        |                       |
| 2013          | My Little Pony: Equestria Girls                 | Apple Bloom                                          | Sin acreditar         |
| 2014          | My Little Pony: Equestria Girls - Rainbow Rocks | Apple Bloom (menor)                                  |                       |
| 2015          | Nina's World                                    | Cantante principal del tema musical Nina's World     |                       |
| 2016          | Tooth and Tail                                  | Nómadas del Norte (lagartos)                         | Videojuego            |
| 2017          | My Little Pony: La película                     | Apple Bloom                                          |                       |
| 2020–2021     | My Little Pony: Pony Life                       | Apple Bloom                                          |                       |

### Live action
| Año           | Título                                               | Papel                                                        | Notas |
| ------------- | ---------------------------------------------------- | ------------------------------------------------------------ | --- |
| 2010          | The Search for Santa Paws                            | Taylor                                                       | |
| 2010          | Daydream Nation                                      | Girl                                                         | |
| 2010          | Supernatural                                         | Hilary                                                       | Temporada 6, Episodio 11: "Appointment in Samarra" |
| 2010          | Eureka                                               | Compañera de Radical Raccoon                                 | |
| 2011–2014     | The Haunting Hour                                    | Amelia (episodio: Dreamcatcher) Jacquelyn (episodio: Spores) | Nominada - Premio Joey a la Mejor Actriz en Papel de Estrella Invitada (2015) |
| 2011          | Christmas Lodge                                      | Charlene                                                     | |
| 2012          | Killer Among Us                                      | Ellie                                                        | Ganadora - Premio Joey a la Actriz Joven en un Papel Secundario Hecho Para Televisión (2014)                                                                                                   |
| 2012          | Smart Cookies                                        | Mattie                                                       | |
| 2012–presente | Saturday Night Songs                                 | Ella misma (solo en Everfree Network)                        | |
| 2013–present  | Speedy and Stretch                                   | Varios (en Everfree Network y YouTube)                       | Nominada - Premio Joey a la Actriz Joven en un Papel Principal en una Serie Basada en la Web (2014)                                                                                            |
| 2014          | Patterson's Wager                                    | Nutria                                                       | Ganadora - Festival de Cine Independiente de Oregón: Mejor Actriz de Reparto (2015) Nominada - Premio Joey a la Mejor Actriz en un Papel Secundario en un Largometraje (2015)                  |
| 2014          | BlackGryph0n's 50,000 Subscriber Special             | Ella misma (Vídeo)                                           | |
| 2014          | #TweetIt: Featuring My Little Pony Staff and Bronies | Ella misma (Vídeo Musical)                                   | |
| 2014–2015     | Strange Empire                                       | Kelly                                                        | Nominado: Premio Leo a la Mejor Interpretación de Reparto de una Mujer en una Serie Dramática (2015) Nominada - Premio Joey a la Mejor Actriz en un Papel Principal de Drama Televisivo (2015) |
| 2016          | Date with Love                                       | Bree                                                         | |

### Musicales
- 2008 – A Christmas Carol – Tiny Tim
- 2009 – Annie – Annie (Premio EV Young: Actuación más Destacada)
- 2009 – Grease – Kenickie[7]
- 2010 – Guys and Dolls – Nicely-Nicely Johnson
- 2010 – The Sound ir Music – Brigitta Von Trapp
- 2010 – Annie – Annie
- 2011 – The Wonderful Wizard of Oz – Dorothy Gale
- 2016 – Fame – Lambchops (Premio Ovación: Mejor Actuación en un Musical)
- 2017 – 13: The Musical – Lucy
- 2017 – Little Women: The Broadway Musical – Jo

## Discografía
- Timeless: Songs of a Century (2012) – feat. Daniel Ingram, MandoPony, Natalie Sharp & The Living Tombstone
- A Creber Christmas (2012) con Michael & Monique Creber / feat. MandoPony, Natalie Sharp & more
- At Home (2014) con Gabriel C. Brown (Black Gryph0n), Andrea Libman, Michael Creber & Monique Creber
- Tribute: Celebrating the Music of Michael Jackson (2015) con Gabriel C. Brown (Black Gryph0n)
- Getting Stronger (2016) con Gabriel C. Brown (Black Gryph0n)
- On Display (2018) feat. Black Gryph0n & Natalie Sharp
- Work in Progress (2019)
- Storm (2020)